# Пліопітекові
Пліопітекові (Pliopithecidae) — вимерла родина людиноподібних приматів, що існувала 35-10 млн років тому. Родина виникла в Африці, а пізніше поширилась у Європі. Пліопітекові були пристосовані до життя на верхівках дерев. Їхня анатомія поєднує примітивні риси: невелика черепна коробка, довгі морда та хвіст. В цей же час, вони володіли і складнішими ознаками: стереоскопічний зір та характерна будова зубної системи.

## Класифікація
- †Dionysopithecinae
  - †Platodontopithecus
  - †Dionysopithecus
- †Pliopithecinae
  - †Egarapithecus
  - †Epipliopithecus
  - †Laccopithecus
  - †Pliopithecus

Інколи у родину включають роди Protopithecus, Epipliopithecus, Plesiopliopithecus, Anapithecus, Crouzelia, Krishnapithecus.